# Cryptoscenea obscurior
Cryptoscenea obscurior är en insektsart som beskrevs av Meinander 1972. Cryptoscenea obscurior ingår i släktet Cryptoscenea och familjen vaxsländor. Inga underarter finns listade i Catalogue of Life.